# Incarvillea arguta
Incarvillea arguta (Royle) Royle, es una especie de planta herbácea pertenecientes a la familia Bignoniaceae. 

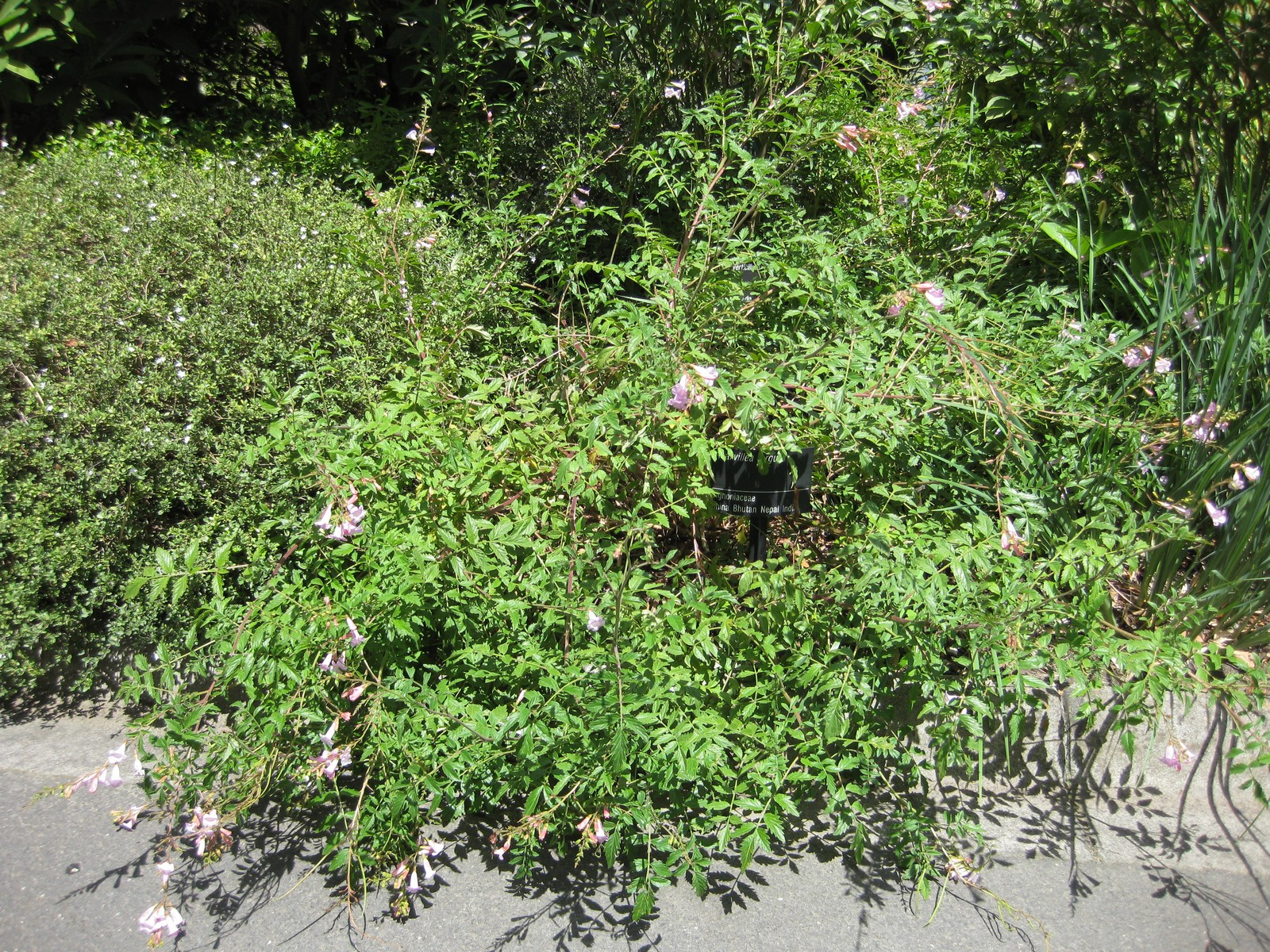
Vista de la planta

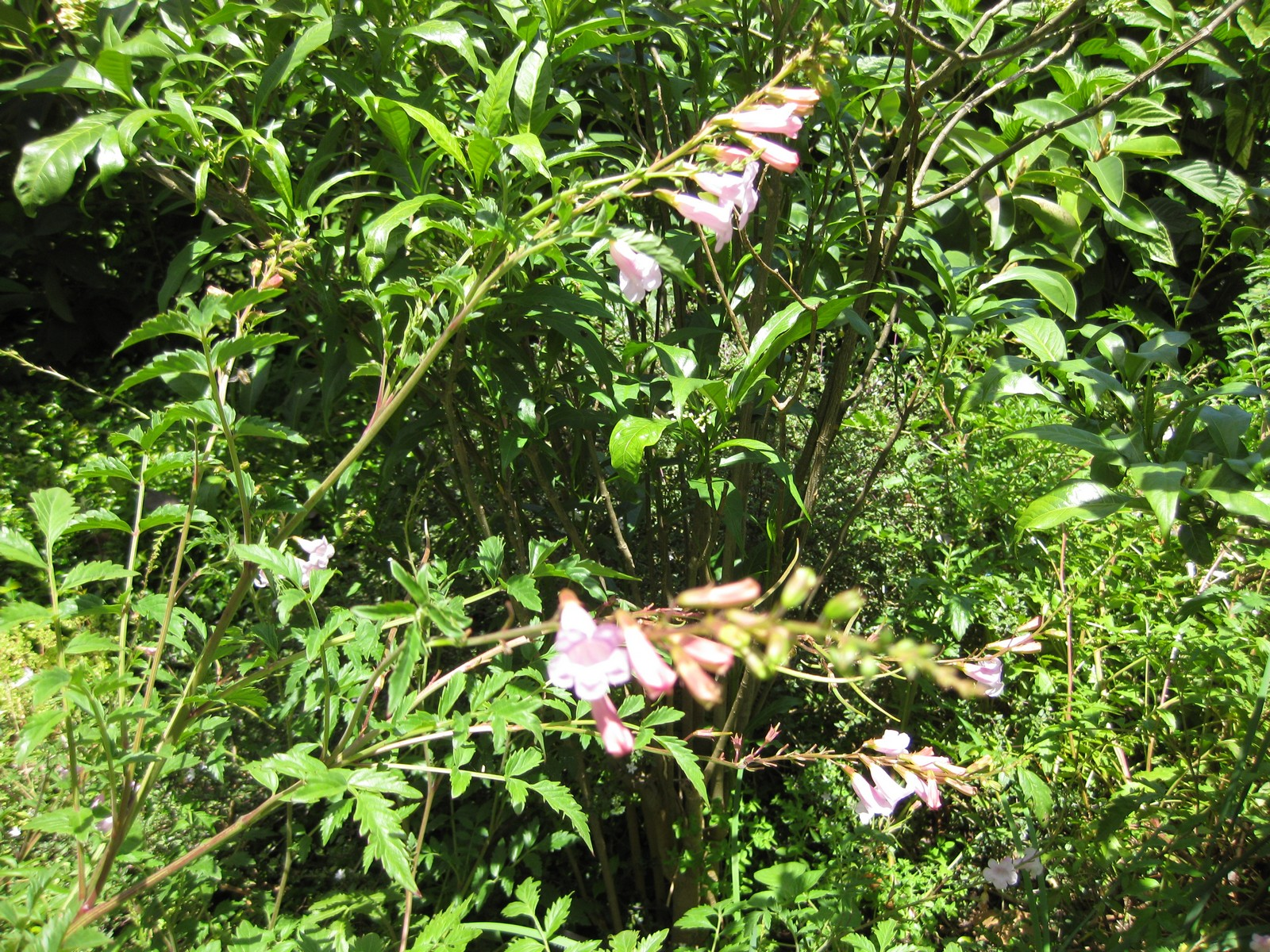
Inflorescencia

## Hábitat
Se encuentra en laderas de montañas y matorrales a 1400-2700 (-3400) m s. n. m. En Gansu, oeste y nordeste de Guizhou, sudoeste de Sichuan, Xizang, Yunnan de China y en India y Nepal.

## Descripción
Son hierbas perennes que alcanzan los 1,5 m de altura. Tiene las hojas alternas, pinnadas compuestas, no agrupadas en la base del tallo de 15 cm de longitud; con 5-11 alas , oval-lanceoladas de 3-5 X 1.5-2 cm, de color verde pálido y glabras, de color verde oscuro y pubescente con base amplia desigual, margen serrado, ápice acuminado largo. Las inflorescencias en racimo con brácteas de 3 mm;  Corola de color rojo pálido o púrpura-rojo , campanulada de 4 X 2 cm; con tubo de 1.8-2.2 cm. 4 X 2 cm. Estambres adherente; anteras divergentes. Cápsula lineal, cilíndrica de 20 cm.  Semillas numerosas, diminutas, agudas y filiformes pubescente en ambos extremos.

## Taxonomía
Incarvillea arguta fue descrito por (Royle) Royle  y publicado en Illustrations of the Botany ... of the Himalayan Mountains ... 296. 1839.
Etimología
Incarvillea: nombre genérico que fue nombrado en honor del jesuita francés, Pierre Nicholas Le Chéron d'Incarville.
arguta: epíteto latino que significa "marcadamente dentada".
Sinonimia
- Amphicome arguta Royle basónimo
- Amphicome diffusa (Royle) Sprague
- Incarvillea arguta var. daochengensis Q.S.Zhao
- Incarvillea arguta var. longipedicellata Q.S.Zhao
- Incarvillea diffusa Royle[4]